# Angelo Moja
Angelo Moja (Milano, 1828 – Dolo, 1885) è stato un pittore italiano.

## Biografia
Angelo Moja nacque a Milano da Giuseppe, pittore e decoratore (come gli altri due figli Federico  e Luigi), e da Maria Cajani.
Influenzato dalle opere di Giovanni Migliara, si dedicò alla scenografia e alla decorazione con vedute architettoniche.
Insegnò  prospettiva all'Accademia Albertina di Torino e durante il periodo torinese lavorò al Teatro Regio di Torino, al teatro Gerbino e al Castello di Racconigi sotto la committenza del Re Carlo Alberto.